# 亞希德內 (頓內茨克州)
亞希德內（羅馬化：Yahidne）是烏克蘭東部頓涅茨克州巴赫穆特區巴赫穆特市鎮的鎮。

## 歷史
在俄烏戰爭的巴赫穆特戰役中，由於克利斯奇夫卡座落於巴赫穆特以西北，這村是俄方試圖包圍巴赫穆特的要地。於2023年2月底，俄方的瓦格纳集团聲稱成功攻佔了該村，但烏方當時否认。

## 人口統計
根據 2001年烏克蘭人口普查，該鄉共有118人。
村民的母語分配如下：
- 烏克蘭語：56.0%
- 俄語：43.7%
- 其他：0.3%